# Tadao Ōnishi
Tadao Ōnishi (大西 忠生?, Ōnishi Tadao; Prefettura di Kyoto, 18 aprile 1943 – 29 giugno 2006) è stato un calciatore giapponese, di ruolo difensore.

## Statistiche

### Presenze e reti nei club
| Stagione | Squadra       | Campionato | Campionato | Campionato |
| Stagione | Squadra       | Comp       | Pres       | Reti       |
| -------- | ------------- | ---------- | ---------- | ---------- |
| 1967     | Mitsubishi HI | JSL        | 14         | 0          |
| 1968     | Mitsubishi HI | JSL        | 14         | 0          |
| 1969     | Mitsubishi HI | JSL        | 14         | 0          |
| 1970     | Mitsubishi HI | JSL        | 14         | 0          |
| 1971     | Mitsubishi HI | JSL        | 8          | 0          |
| 1972     | Mitsubishi HI | JSL1       | 11         | 0          |
| 1973     | Mitsubishi HI | JSL1       | 6          | 0          |
| 1974     | Mitsubishi HI | JSL1       | 2          | 0          |
|          | Totale        |            | 83         | 0          |